# Louis VII của Pháp
Louis VII của Pháp (biệt danh bằng tiếng Pháp: Louis le Jeune; tạm dịch Louis Con hay Louis Trẻ 1120 – 18 tháng 9 năm 1180) là vua Pháp, con trai và người kế tục của Louis VI (từ đó có biệt danh trên). Ông trị vì từ 1137 đến khi chết. Ông là một thành viên của nhà Capet. Triều đại ông có ảnh hưởng lớn bởi các cuộc tranh giành phong kiến (đặc biệt với nhà Angevin), và chứng kiến sự bắt đầu mối hận thù lâu dài giữa Pháp và Anh. 
Đây cũng là lúc khởi đầu của cuộc Thập tự chinh thứ hai tàn khốc. Louis ở lại triều đình của vua Géza II của Hungary trên đường đến Jerusalem. Trong thời gian ở Thánh địa, những bất đồng với vợ đã dẫn đến cuộc hôn nhân của họ trở nên xấu đi. Bà thuyết phục ông ở lại Công quốc Antiochenus nhưng thay vào đó, Louis muốn thực hiện lời thề hành hương đến Jerusalem. Sau đó, ông tham gia vào cuộc bao vây thất bại của Damascus và cuối cùng trở về Pháp vào năm 1149.
Triều đại của Louis chứng kiến sự ra đời của Đại học Paris. Ông và cố vấn của mình là Tu sĩ Suger, đã thúc đẩy việc tập trung hóa nhà nước nhiều hơn và ủng hộ sự phát triển của kiến trúc Gothic Pháp, đặc biệt là việc xây dựng Nhà thờ Đức Bà Paris.
Cuộc hôn nhân của Louis bị hủy bỏ vào năm 1152 sau khi không có người thừa kế là nam. Ngay sau khi họ bị hủy bỏ, Aliénor kết hôn với Henry Plantagenet, Công tước xứ Normandy và Bá tước Anjou, người mà cô đã truyền đạt Aquitaine, sau khi Henry lên ngôi đã tạo ra một Đế chế Angevin. Sau đó, Louis ủng hộ những người con trai nổi loạn của Henry để gây chia rẽ hơn nữa trong vương quốc Angevin. Louis tiếp tục kết hôn với người em họ thứ hai của ông, Constanza của Castilla, nhưng vẫn không sinh được con trai thừa kế. Constanza chết khi sinh con gái thứ hai của họ. Cuộc hôn nhân thứ ba của ông với Adela xứ Champagne, năm tuần sau cái chết của Constanza, cuối cùng đã có thể sinh cho ông một cậu con trai, Philippe. Louis qua đời năm 1180 và được kế vị bởi con trai ông là Philippe II.

## Cuộc sống sớm và giáo dục
Louis sinh năm 1120, là con trai thứ hai của Louis VI của Pháp và Adelaide của Maurienne. Sự giáo dục sớm của cậu bé Louis đã dự đoán một sự nghiệp giáo hội. Kết quả là ông trở nên uyên bác và đặc biệt sùng đạo, nhưng cuộc đời của ông đã thay đổi hoàn toàn sau cái chết tình cờ của người anh trai Philip vào năm 1131, khi Louis bất ngờ trở thành người thừa kế ngai vàng nước Pháp. Vào tháng 10 năm 1131, cha ông đã xức dầu và trao vương miện cho ông bởi Giáo hoàng Innocent II tại Nhà thờ Reims. Ông đã dành phần lớn tuổi trẻ của mình ở Saint-Denis, nơi ông xây dựng tình bạn với Tu sĩ Suger, một cố vấn cho cha ông, người cũng đã phục vụ Louis trong những năm đầu làm vua.

## Cai trị sớm

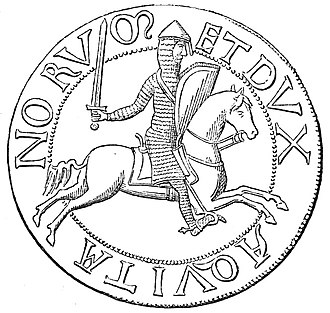
Hình ảnh Louis VII cưỡi ngựa trên con dấu hoàng gia hai mặt. Chú thích: ET DVX AQVITANORVM.

Sau cái chết của Công tước William X xứ Aquitaine, Louis VI đã nhanh chóng cho con trai mình kết hôn với Aliénor xứ Aquitaine (người thừa kế lãnh thổ của William) vào ngày 25 tháng 7 năm 1137. Bằng cách này, Louis VI đã tìm cách thêm lãnh thổ rộng lớn, trải dài của công quốc Aquitaine vào tài sản của gia đình ông ở Pháp. Vào ngày 1 tháng 8 năm 1137, ngay sau cuộc hôn nhân, Louis VI qua đời và Louis VII trở thành vua. Sự kết hợp giữa tu sĩ Louis và Aliénor hăng hái chắc chắn sẽ thất bại; Theo báo cáo, bà đã từng tuyên bố rằng bà đã nghĩ đến việc kết hôn với một vị vua, nhưng lại phát hiện ra rằng bà đã kết hôn với một tu sĩ. Có một sự khác biệt rõ rệt giữa nền văn hóa lạnh giá, dè dặt của triều đình phía bắc ở Île-de-France, nơi Louis đã lớn lên, và cuộc sống cung đình giàu có, tự do của Aquitaine mà Aliénor đã quen thuộc. Louis và Aliénor có hai con gái, Marie và Alix.
Trong phần đầu của triều đại của ông Louis VII rất mạnh mẽ và sốt sắng trong việc thực thi các đặc quyền của ông. Sự gia nhập của ông được đánh dấu bằng không có xáo trộn nào khác ngoài các cuộc nổi dậy của những tên trộm của Orléans và Poitiers, những người muốn tổ chức các công xã. Tuy nhiên, ông sớm xung đột bạo lực với Giáo hoàng Innocent II, khi tổng giám mục của Bourges bị bỏ trống. Nhà vua ủng hộ thủ tướng Cadurc với tư cách là ứng cử viên lấp chỗ trống chống lại ứng cử viên của giáo hoàng Pierre de la Chatre, thề với các di vật rằng chừng nào ông còn sống, Pierre sẽ không bao giờ được vào Bourges. Do đó, giáo hoàng đã áp đặt một lệnh cấm đối với nhà vua.
Louis VII sau đó tham gia vào một cuộc chiến với Theobald II xứ Champagne bằng cách cho phép Raoul I của Vermandois, quang lộc tự của Pháp, từ chối vợ ông, em gái của Theobald II, và kết hôn với Petronilla xứ Aquitaine, em gái của nữ hoàng Pháp. Do đó, Champagne quyết định đứng về phía giáo hoàng trong cuộc tranh chấp về Bourges. Cuộc chiến kéo dài hai năm (1142–44) và kết thúc với việc quân đội hoàng gia chiếm đóng Champagne. Louis VII đã đích thân tham gia vào cuộc tấn công và đốt cháy thị trấn Vitry-en-Perthois. Ít nhất 1.500 người tìm nơi trú ẩn trong nhà thờ đã chết trong ngọn lửa. Bị chính quyền giáo hội lên án, Louis rút quân khỏi Champagne và trả lại cho Theobald. Ông chấp nhận Pierre de la Chatre làm tổng giám mục Bourges và xa lánh Raoul và Petronilla. Với mong muốn chuộc lỗi, ông tuyên bố ý định tổ chức một cuộc thập tự chinh vào Ngày Giáng sinh năm 1145 tại Bourges. Bernard của Clairvaux đảm bảo sự phổ biến của nó bằng cách thuyết giảng tại Vezelay vào Lễ Phục sinh năm 1146.

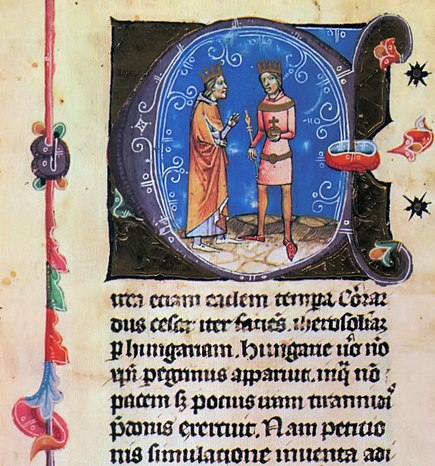
Géza II của Hungary và Louis VII của Pháp. Hình ảnh từ Biên niên sử Hungary Chronicon Pictum (1358)

Trong khi đó, Geoffrey V, Bá tước Anjou, đã hoàn thành cuộc chinh phục Normandy vào năm 1144. Để đổi lấy việc được Louis công nhận là Công tước xứ Normandy, Geoffrey đã giao một nửa quận Vexin—một khu vực quan trọng đối với an ninh của người Norman—cho Louis. Được coi là một bước đi thông minh của Louis vào thời điểm đó, nhưng sau đó nó đã chứng tỏ một bước nữa đối với sự cai trị của Nhà Anjou-Châteaudun.

Vào tháng 6 năm 1147, để hoàn thành lời thề tiến hành cuộc Thập tự chinh thứ hai, Louis VII và hoàng hậu của ông khởi hành từ Vương cung thánh đường Saint-Denis, lần đầu tiên dừng chân ở Metz trên đường bộ đến Syria. Chẳng bao lâu họ đến Vương quốc Hungary, nơi họ được chào đón bởi vua Géza II của Hungary, người đã chờ đợi cùng với Vua Conrad III của Đức. Do có mối quan hệ tốt với Louis VII, Géza II đã đề nghị nhà vua Pháp làm cha đỡ đầu cho lễ rửa tội của con trai mình là Stephen. Mối quan hệ giữa vương quốc Pháp và Hungary vẫn thân thiện lâu sau thời gian này: nhiều thập kỷ sau, con gái của Louis là Margaret được con trai của Géza là Béla III của Hungary lấy làm vợ. Sau khi nhận được nguồn cung cấp từ Géza, quân đội tiếp tục hành quân về phía Đông. Ngay bên ngoài Laodicea tại Honaz, quân đội Pháp đã bị phục kích bởi người Thổ Nhĩ Kỳ. Trong trận chiến trên núi Cadmus, người Thổ Nhĩ Kỳ đầu tiên bắn phá quân Pháp bằng tên và đá nặng, sau đó từ trên núi tràn xuống và tàn sát họ. Nhà sử học Odo của Deuil đưa ra tài khoản này:
Trong cuộc giao tranh, Vua Louis đã mất đi người cận vệ nhỏ bé và nổi tiếng của mình, nhưng ông vẫn giữ lòng tốt và nhanh nhẹn và dũng cảm leo lên sườn núi bằng cách nắm chặt rễ cây [...] Kẻ thù trèo theo ông, hy vọng bắt được ông , và kẻ thù ở đằng xa tiếp tục bắn tên vào ông. Nhưng Chúa muốn rằng áo giáp của ông sẽ bảo vệ ông khỏi những mũi tên, và để tránh bị bắt, ông đã bảo vệ vách đá bằng thanh kiếm đẫm máu của mình, chặt đứt nhiều đầu và tay.

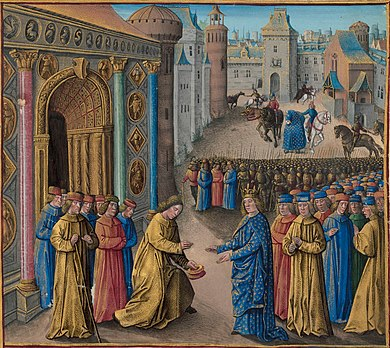
Raymond xứ Poitiers chào đón Louis VII ở Antioch (hình minh họa thế kỷ 15)

Louis VII và quân đội của ông cuối cùng đã đến được Đất Thánh vào năm 1148. Hoàng hậu Aliénor của ông đã ủng hộ chú của bà, Raymond xứ Poitiers, và đã thuyết phục Louis giúp Antioch chống lại Aleppo. Nhưng mối quan tâm của Louis VII lại nằm ở Jerusalem nên ông đã bí mật trốn khỏi Antioch. Ông hợp nhất với Vua Conrad III của Đức và Vua Baldwin III của Jerusalem để bao vây Damascus; điều này đã kết thúc trong thảm họa và dự án đã bị bỏ dở. Louis VII quyết định rời khỏi Thánh địa, bất chấp sự phản đối của Aliénor, người vẫn muốn giúp đỡ người chú Raymond đã chết của bà. Louis VII và quân đội Pháp trở về nhà vào năm 1149.

## Một sự thay đổi trong hiện trạng
Chuyến thám hiểm đến Thánh địa đã phải trả giá đắt cho ngân khố hoàng gia và quân đội. Nó cũng gây ra xung đột với Aliénor dẫn đến việc hủy bỏ cuộc hôn nhân của họ. Có lẽ cuộc hôn nhân với Aliénor có thể tiếp tục nếu cặp vợ chồng hoàng gia sinh ra một người thừa kế nam, nhưng điều này đã không xảy ra. Hội đồng Beaugency đã tìm thấy một điều khoản rút lui, tuyên bố rằng Louis VII và Aliénor có quan hệ họ hàng quá thân thiết nên cuộc hôn nhân của họ không hợp pháp, do đó cuộc hôn nhân bị hủy bỏ vào ngày 21 tháng 3 năm 1152. Lý do quan hệ họ hàng là cơ sở để hủy bỏ, nhưng trên thực tế, nguyên nhân chủ yếu là do tình trạng thù địch giữa Louis và Aliénor, với khả năng cuộc hôn nhân của họ sẽ sinh ra một nam thừa kế ngai vàng nước Pháp ngày càng giảm. Vào ngày 18 tháng 5 năm 1152, Aliénor kết hôn với Bá tước Anjou, vị vua tương lai Henry II của Anh. Bà trao cho ông công quốc Aquitaine và sinh cho ông ba con gái và năm con trai. Louis VII đã dẫn đầu một cuộc chiến không hiệu quả chống lại Henry vì đã kết hôn mà không có sự cho phép của bá chủ. Kết quả là một sự sỉ nhục cho kẻ thù của Henry và Aliénor, những người chứng kiến quân đội của họ bị đánh tan tác, đất đai của họ bị tàn phá và tài sản của họ bị đánh cắp. Louis đã phản ứng bằng cách hạ sốt và quay trở lại Île-de-France.
Năm 1154, Louis VII kết hôn với Constanza của Castilla, con gái của Vua Alfonso VII của Casti. Bà cũng không sinh được con trai và người thừa kế cho ông, chỉ sinh được hai cô con gái, Margaret và Alys. Đến năm 1157, Henry II của Anh bắt đầu tin rằng Louis có thể không bao giờ sinh ra nam giới thừa kế, và do đó, việc kế vị nước Pháp sẽ bị nghi ngờ. Quyết tâm đảm bảo yêu sách cho gia đình mình, ông đã cử tể tướng của mình, Thomas Becket, đến thúc giục một cuộc hôn nhân giữa Margaret và người thừa kế của Henry, Henry vị Vua Trẻ. Louis đồng ý với đề xuất này, và theo Hiệp ước Gisors (1158), cặp đôi trẻ đã hứa hôn với nhau, trao tặng thành phố Gisors của Norman và quận Vexin xung quanh làm của hồi môn.

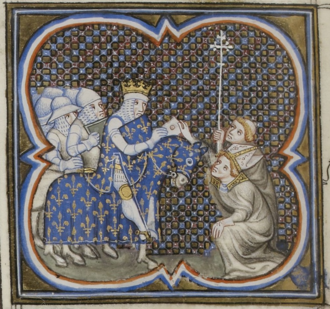
Louis VII tiếp các giáo sĩ (từ Grandes Chroniques de France, c. 1375–1379)

Louis VII đã bị tàn phá khi Constanza qua đời khi sinh con vào ngày 4 tháng 10 năm 1160. Vì khao khát có con trai, ông kết hôn với Adela xứ Champagne chỉ 5 tuần sau đó. Để đối trọng với lợi thế mà điều này sẽ mang lại cho vua Pháp, Henry II đã tổ chức hôn lễ cho các con của họ (Henry "the Young King" và Margaret) ngay lập tức. Louis hiểu sự nguy hiểm của quyền lực Angevin ngày càng tăng; tuy nhiên, do thiếu quyết đoán và thiếu nguồn tài chính và quân sự so với Henry II, ông đã thất bại trong việc chống lại quyền bá chủ của Angevin một cách hiệu quả. Một trong số ít thành công của ông là chuyến đi đến Toulouse vào năm 1159 để hỗ trợ Raymond V, Bá tước Toulouse, người đã bị Henry II tấn công: Louis tiến vào thành phố với một đoàn hộ tống nhỏ, tuyên bố là đến thăm em gái của mình, nữ bá tước. Henry tuyên bố rằng anh ta không thể tấn công thành phố khi lãnh chúa của ông đang ở bên trong, và về nhà. Năm 1169, Louis được giám mục của Le Puy kiến nghị ngăn chặn Tử tước Polignac tấn công du khách qua Auvergne. Tử tước bị Louis bao vây tại Nonette và quận này bị biến thành một prévô.

## Ngoại giao
Triều đại của Louis chứng kiến Hoàng đế La Mã Thần thánh Frederick I tuyên bố chủ quyền của ông đối với Arles, ở đông nam nước Pháp. Khi một cuộc ly giáo giáo hoàng nổ ra vào năm 1159, Louis VII đã đứng về phía Giáo hoàng Alexander III, kẻ thù của Frederick I, và sau hai thất bại của Frederick I trong việc gặp Louis VII tại Saint-Jean-de-Losne (vào ngày 29 tháng 8 và Vào ngày 22 tháng 9 năm 1162), Louis VII dứt khoát từ bỏ chính nghĩa của Alexander III, người sống ở Sens từ năm 1163 đến năm 1165. Để đáp lại sự ủng hộ trung thành của ông, giáo hoàng đã ban tặng Louis Bông hồng vàng.

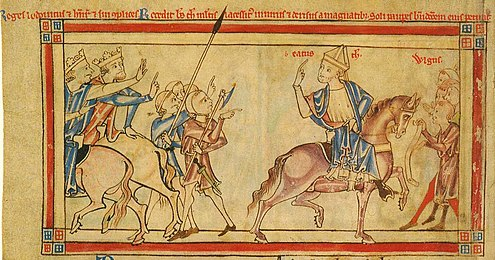
Thomas Becket rời Louis VII và Henry II vào tháng 1 năm 1169, hình minh họa từ c. 1220–1240, có thể bởi Matthew Paris

Điều quan trọng hơn đối với lịch sử nước Anh là sự ủng hộ của Louis dành cho Thomas Becket, Tổng giám mục Canterbury, người mà ông đã cố gắng hòa giải với Henry II. Louis đứng về phía Becket để gây tổn hại cho Henry cũng như vì lòng mộ đạo — nhưng thậm chí anh ta còn phát cáu với sự bướng bỉnh của tổng giám mục, hỏi khi Becket từ chối sự hòa giải của Henry, "Bạn có muốn trở thành một vị thánh không?"
Louis cũng cố gắng làm suy yếu Henry bằng cách ủng hộ những người con trai nổi loạn của ông ta, và khuyến khích sự mất đoàn kết của Plantagenet bằng cách biến các con trai của Henry, thay vì chính Henry, trở thành lãnh chúa phong kiến của các lãnh thổ Angevin ở Pháp. Nhưng sự cạnh tranh giữa các con trai của Henry và sự thiếu quyết đoán của chính Louis đã phá vỡ liên minh (1173–1174) giữa họ. Cuối cùng, vào năm 1177, giáo hoàng đã can thiệp để đưa hai vị vua đến với nhau tại Vitry-en-Perthois.
Năm 1165, người vợ thứ ba của Louis sinh cho ông một người con trai và là người thừa kế, Philip. Louis đã cho ông đăng quang tại Reims vào năm 1179, theo truyền thống của người Capet (Philip trên thực tế sẽ là vị vua cuối cùng được trao vương miện như vậy). Vốn đã bị liệt, bản thân Louis không thể có mặt tại buổi lễ. Ông qua đời vào ngày 18 tháng 9 năm 1180 tại Paris và được chôn cất vào ngày hôm sau tại Tu viện Barbeau, nơi ông đã thành lập. Hài cốt của ông được chuyển đến Vương cung thánh đường Saint-Denis vào năm 1817.

## Hôn nhân và con cái
Con của Louis bởi ba cuộc hôn nhân của mình:
Với Aliénor xứ Aquitaine:
- Marie (1145 – 11 tháng 3 năm 1198), kết hôn với Henry I xứ Champagne
- Alix (1151–1197/1198), kết hôn Theobald V xứ Blois

Với Constanza của Castilla:
- Margaret (1158 – tháng 8/tháng 9 năm 1197),[13] kết hôn với (1) Vua trẻ Henry;[13] (2) Vua Béla III của Hungary
- Alys (4 tháng 10 năm 1160 – c. 1220),[14] đính hôn với Richard I của Anh; cô kết hôn với William IV, Bá tước Ponthieu

Với Adela xứ Champagne:
- Philip II Augustus (22 tháng 8 năm 1165 – 1223)
- Agnes (1171 – sau 1204), kết hôn với 1) Alexius II Comnenus (1180–1183), 2) Andronicus I Comnenus (1183–1185), rồi 3) Theodore Branas (1204)